# Zaploop
Zaploop est une communauté Web2.0 créée en décembre 2007.
Ce site a pour objectif de faire connaitre les artistes indépendants et confirmés. Le modèle de distribution de la musique est une nouveauté à l’heure actuelle sur le marché,.
Zaploop innove le partage de la musique en fournissant un code HTML (la balise "EMBED"), permettant aux internautes de l'intégrer sur leurs blogs, Myspace, Facebook etc. Et ainsi faire la promotion de leurs artistes préférés en toute simplicité.
Contrairement à My Major Company, No Major Musik, ou Sellaband, Zaploop n'oblige pas les internautes à investir au départ pour percevoir une rémunération, mais justement leur permet de gagner directement de l'argent sans aucun investissement.
Les fichiers doivent être au format mp3, wma, aac, ogg et au format jpeg pour les images. Pour encoder les CD dans divers formats de compression, il est possible d'utiliser le logiciel libre CDex.

L’inscription se fait de manière gratuite et laisse le choix de se créer un compte paypal afin de toucher une rémunération chaque fin de mois. Le prix des titres est compris entre 0,5 € et 1,5 €. La rémunération est répartie pour 50 % à l’artiste, 25 % pour le revendeur qui est une personne de la communauté et les 25 % restant à Zaploop. La mise en ligne des titres est rapide et contrôlé par des modérateurs. Le nombre de liste de lecture n’est pas limité mais celle-ci ne peut pas être supérieure à 50 titres. La sécurisation des comptes ainsi que les données est réalisée grâce à la technologie SSL 128 bits. Le débit moyen imposé est au minimum de 128 kbs (au moins 44 Khz) et le site sollicite du 192 kbs ou plus si nécessaire. Ainsi l’oreille humaine ne perçoit aucune perte de qualité à la suite de l’encodage. Le 10 mars 2008, on y trouve 32 409 titres en faisant une recherche non restrictive,.
C’est une société par actions simplifiée avec un capital social de 337 000 euros. Le siège social est au 25 rue Saint Didier à Paris (75016), La société est représentée par Anthony De Anfrasio.